# 168 (nombre)
« Cent soixante-huit » redirige ici. Pour l'année, voir 168.
168 (cent soixante-huit) est l'entier naturel qui suit 167 et qui précède 169.

## En mathématiques
Cent soixante-huit est :
- La somme de quatre nombres premiers consécutifs (37 + 41 + 43 + 47).
- Il existe un unique (à isomorphisme près) groupe simple d'ordre 168. C'est le deuxième plus petit groupe simple non abélien après le groupe alterné sur 5 éléments qui est d'ordre 60.

## Dans d'autres domaines
Cent soixante-huit est aussi :
- le nombre d'heures dans une semaine, soit 7*24.
- Années historiques : -168, 168.